# موتور عشایری حسن امیری
موتور عشایری حسن امیری یک منطقهٔ مسکونی در ایران است که در دهستان اسماعیلی واقع شده‌است. موتور عشایری حسن امیری ۱۶۹ نفر جمعیت دارد.